# Enrico Vanzina
Pour les articles homonymes, voir Vanzina.
Enrico Vanzina, né le 26 mars 1949 à Rome (Latium), est un réalisateur, scénariste, producteur de cinéma et écrivain italien,.

## Biographie
Fils aîné du réalisateur et scénariste Steno, né Stefano Vanzina, et de Maria Teresa Nati, et frère du réalisateur et producteur Carlo Vanzina, il vit en contact étroit avec le monde du cinéma depuis sa naissance : outre son père réalisateur, ses amis d'adolescence sont Claudio et Marco Risi, fils du réalisateur Dino Risi. Il obtient le baccalauréat français au lycée Chateaubriand de Rome en 1966 et se diplôme en 1970 en sciences politiques à l'université de Rome « La Sapienza ».
Au début des années 70, son père le voulait à ses côtés comme assistant réalisateur pour le tournage de L'uccello migratore avec Lando Buzzanca, La poliziotta avec Mariangela Melato et Piedone a Hong Kong avec Bud Spencer ; Mais il se rend vite compte que la réalisation ne l'intéresse pas et il préfère devenir scénariste.
En quarante ans de cinéma, il est l'auteur de plus d'une centaine de scénarios. Le premier fut Luna di miele in tre de 1976, suivi la même année de Febbre da cavallo, que beaucoup considèrent comme son chef-d'œuvre. Mais c'est avec son frère réalisateur Carlo qu'il écrit des scénarios pour des films tels que Sapore di mare, Il pranzo della domenica, Eccezzziunale... veramente, Vacanze di Natale et Yuppies - I giovani di successo.
En 1984, il fonde la société de production Vidéo 80, qui finance à la fois des produits cinématographiques et des fictions télévisées.
Il a également produit de nombreux programmes télévisés, dont les séries I ragazzi della 3ª C (1987-1989), Amori (1989), Anni '50 (1998), Anni '60 (1999) et Un ciclone in famiglia (2005-2008).

## Filmographie

### Réalisateur
- 2020 : Lockdown all'italiana (it)
- 2022 : Tre sorelle (it)

## Publications
- Le finte bionde, 1986
- Sotto il Colosseo niente, 1994
- Colazione da Bulgari, 1996
- La vita è buffa, 2000
- Vacanze di Natale, 2003
- Il mio mondo, 2006
- Commedia all'italiana: ritratto di un paese che non cambia, 2008
- Una famiglia italiana, 2010
- Il gigante sfregiato, 2013
- Il mistero del rubino birmano, 2015
- La sera a Roma, 2017
- Mio fratello Carlo, 2019
- Una giornata di nebbia a Milano, 2021
- Diario diurno, 2022
- Il cadavere del Canal Grande, 2022